# Región geográfica inmediata de Itajaí
La región geográfica inmediata de Itajaí es una de las 24 regiones inmediatas del estado brasileño de Santa Catarina, una de las seis regiones inmediatas que componen la Región geográfica inmediata de Blumenau, y una de las 509 regiones inmediatas en Brasil, creadas por el IBGE en 2017. Está compuesta de 12 municipios.

## Municipios
| Región Geográfica Inmediata | Código | Municipios         |
| --------------------------- | ------ | ------------------ |
| Itajaí                      | 420020 | Balneário Camboriú |
| Itajaí                      | 420020 | Balneário Piçarras |
| Itajaí                      | 420020 | Barra Velha        |
| Itajaí                      | 420020 | Bombinhas          |
| Itajaí                      | 420020 | Camboriú           |
| Itajaí                      | 420020 | Itajaí             |
| Itajaí                      | 420020 | Itapema            |
| Itajaí                      | 420020 | Luiz Alves         |
| Itajaí                      | 420020 | Navegantes         |
| Itajaí                      | 420020 | Penha              |
| Itajaí                      | 420020 | Porto Belo         |
| Itajaí                      | 420020 | Tijucas            |